# Cionus tuberculosus
Cionus tuberculosus é uma espécie de insetos coleópteros polífagos pertencente à família Curculionidae.
A autoridade científica da espécie é Scopoli, tendo sido descrita no ano de 1763.
Trata-se de uma espécie presente no território português.